# Fotbal Club Politehnica Timișoara 2011-2012

## Rosa
| N. |                      | Ruolo | Calciatore         |
| -- | -------------------- | ----- | ------------------ |
| 1  | Romania (bandiera)   | P     | Andrei Cobliș      |
| 3  | Rep. Ceca (bandiera) | D     | Jiří Krejčí        |
| 4  | Romania (bandiera)   | D     | Srdjan Luchin      |
| 5  | Romania (bandiera)   | C     | Dan Alexa          |
| 7  | Romania (bandiera)   | D     | Alexandru Curtean  |
| 8  | Romania (bandiera)   | D     | László Sepsi       |
| 9  | Romania (bandiera)   | A     | Mircea Axente      |
| 10 | Romania (bandiera)   | C     | Iulian Tameș       |
| 11 | Senegal (bandiera)   | A     | Mansour Gueye      |
| 13 | Romania (bandiera)   | D     | Cristian Scutaru   |
| 14 | Romania (bandiera)   | D     | Ioan Mera          |
| 15 | Romania (bandiera)   | C     | Hristu Chiacu      |
| 17 | Rep. Ceca (bandiera) | A     | Lukáš Magera       |
| 18 | Romania (bandiera)   | A     | Alexandru Popovici |

| N. |                       | Ruolo | Calciatore          |
| -- | --------------------- | ----- | ------------------- |
| 19 | Argentina (bandiera)  | D     | Nicolás Gorobsov    |
| 20 | Brasile (bandiera)    | D     | Hélder              |
| 21 | Romania (bandiera)    | A     | Dorin Goga          |
| 22 | Romania (bandiera)    | C     | Cosmin Contra       |
| 24 | Serbia (bandiera)     | D     | Duško Dukić         |
| 25 | Romania (bandiera)    | D     | Ovidiu Burcă        |
| 27 | Romania (bandiera)    | C     | Ianis Zicu          |
| 28 | Slovacchia (bandiera) | D     | Marián Čišovský     |
| 30 | Brasile (bandiera)    | D     | Rafael Rocha        |
| 31 | Romania (bandiera)    | C     | Adrian Poparadu     |
| 55 | Romania (bandiera)    | C     | Alexandru Bourceanu |
| 77 | Romania (bandiera)    | C     | Artur Pătraș        |
| 87 | Canada (bandiera)     | A     | Tosaint Ricketts    |
| 99 | Portogallo (bandiera) | P     | Pedro Taborda       |